# Aguaviva
Aguaviva (Aiguaviva de Bergantes) là một đô thị trong tỉnh Teruel, Aragon, Tây Ban Nha. Theo điều tra dân số 2018 (INE), đô thị này có dân số là 522 người.